# Servigliano
Servigliano (im lokalen Dialekt als Sarvejà, Serveja oder Servijà) ist eine italienische Gemeinde mit 2173 Einwohnern (Stand 31. Dezember 2023) in der Provinz Fermo in den Marken. Die Gemeinde liegt etwa 21 Kilometer westsüdwestlich von Fermo am Tenna und grenzt unmittelbar an die Provinz Macerata.
Servigliano ist Mitglied der Vereinigung I borghi più belli d’Italia (Die schönsten Orte Italiens).

## Geschichte
Die ursprüngliche antike Siedlung trug schon ihren Namen nach der gens Servilia und lag etwa vier Kilometer vom heutigen Ortszentrum entfernt. Von 1771 bis 1863 lautete der Ortsname Castel Clementino, da Papst Clemens XIV. hier eine Residenz errichten wollte, die aber erst unter Pius VI. abgeschlossen wurde.

## Gemeindepartnerschaft
- Asti, Provinz Asti